# Cookie Jar
Cookie Jar (titre original : Cookie Jar) est une nouvelle de Stephen King parue tout d'abord au printemps 2016 dans la revue littéraire américaine Virginia Quarterly Review (en), puis dans l'édition de poche du recueil Le Bazar des mauvais rêves en septembre 2016.

## Résumé
L'arrière-petit-fils de Rhett vient lui rendre visite dans sa maison de retraite car il a un devoir à rendre sur le thème de la vie du plus vieux membre de sa famille. Rhett lui raconte alors l'histoire de sa mère un peu folle, qui avait plus que tout peur du pot à biscuits dont il a hérité à sa mort.

## Genèse
La nouvelle est parue tout d'abord au printemps 2016 dans la revue littéraire américaine Virginia Quarterly Review (en), et a été incluse par la suite dans l'édition de poche du recueil Le Bazar des mauvais rêves en septembre 2016.